# Bussy-Saint-Martin
Bussy-Saint-Martin (franskt uttal: [bysi sɛ̃ maʁtɛ̃]
 ( lyssna)) är en kommun i departementet Seine-et-Marne i regionen Île-de-France i norra Frankrike. Kommunen ligger i kantonen Torcy som tillhör arrondissementet Torcy. År 2022 hade Bussy-Saint-Martin 728 invånare.

## Befolkningsutveckling
| Befolkningsutvecklingen i Bussy-Saint-Martin 1968–2021 | Befolkningsutvecklingen i Bussy-Saint-Martin 1968–2021 | Befolkningsutvecklingen i Bussy-Saint-Martin 1968–2021 | Befolkningsutvecklingen i Bussy-Saint-Martin 1968–2021 | Befolkningsutvecklingen i Bussy-Saint-Martin 1968–2021 |
| ------------------------------------------------------ | ------------------------------------------------------ | ------------------------------------------------------ | ------------------------------------------------------ | ------------------------------------------------------ |
|                                                        |                                                        |                                                        |                                                        |                                                        |
| År                                                     |                                                        |                                                        | Folkmängd                                              |                                                        |
| 1968                                                   | 1968                                                   |                                                        | 186                                                    |                                                        |
| 1975                                                   | 1975                                                   |                                                        | 261                                                    |                                                        |
| 1982                                                   | 1982                                                   |                                                        | 317                                                    |                                                        |
| 1990                                                   | 1990                                                   |                                                        | 475                                                    |                                                        |
| 1999                                                   | 1999                                                   |                                                        | 573                                                    |                                                        |
| 2007                                                   | 2007                                                   |                                                        | 708                                                    |                                                        |
| 2015                                                   | 2015                                                   |                                                        | 698                                                    |                                                        |
| 2021                                                   | 2021                                                   |                                                        | 702                                                    |                                                        |